# Mozambik az olimpiai játékokon
Mozambik 1980-ban vett részt első alkalommal az olimpiai játékokon, és azóta minden nyári sportünnepre küldött sportolókat, de télin még egyszer sem szerepelt.
Mozambik eddig két olimpiai érmet nyert, mindkettőt Maria de Lurdes Mutola atlétanő 800 m-es síkfutásban.
A Mozambiki Nemzeti Olimpiai Bizottság 1979-ben alakult meg, a NOB még abban az évben felvette tagjai közé.

## Érmesek
| Érem  | Név                    | Olimpia       | Sport    | Versenyszám |
| ----- | ---------------------- | ------------- | -------- | ----------- |
| Bronz | Maria de Lurdes Mutola | 1996. Atlanta | Atlétika | Női 800 m   |
| Arany | Maria de Lurdes Mutola | 2000. Sydney  | Atlétika | Női 800 m   |

## Éremtáblázatok

### Érmek a nyári olimpiai játékokon
| Olimpia              | Arany | Ezüst | Bronz | Összesen |
| 1980, Moszkva        | 0     | 0     | 0     | 0        |
| 1984, Los Angeles    | 0     | 0     | 0     | 0        |
| 1988, Szöul          | 0     | 0     | 0     | 0        |
| 1992, Barcelona      | 0     | 0     | 0     | 0        |
| 1996, Atlanta        | 0     | 0     | 1     | 1        |
| 2000, Sydney         | 1     | 0     | 0     | 1        |
| 2004, Athén          | 0     | 0     | 0     | 0        |
| 2008, Peking         | 0     | 0     | 0     | 0        |
| 2012, London         | 0     | 0     | 0     | 0        |
| 2016, Rio de Janeiro | 0     | 0     | 0     | 0        |
| 2020, Tokió          | 0     | 0     | 0     | 0        |
| 2024, Párizs         | 0     | 0     | 0     | 0        |
| Összesen             | 1     | 0     | 1     | 2        |

## Érmek sportáganként

### Érmek a nyári olimpiai játékokon sportáganként
| Mozambik érmei a nyári olimpiai játékokon sportáganként | Mozambik érmei a nyári olimpiai játékokon sportáganként | Mozambik érmei a nyári olimpiai játékokon sportáganként | Mozambik érmei a nyári olimpiai játékokon sportáganként | Az olimpiai zászlaja |

| Sportág  | Arany | Ezüst | Bronz | Összesen |
| -------- | ----- | ----- | ----- | -------- |
| Atlétika | 1     | 0     | 1     | 2        |
| Összesen | 1     | 0     | 1     | 2        |